# MV Golden Ray
El MV Golden Ray fue un buque de carga de 200 metros de largo diseñado para transportar automóviles que volcó el 8 de septiembre de 2019 en St. Simons Sound, cerca del puerto de Brunswick en Georgia, Estados Unidos. Finalmente fue declarado pérdida total y fue retirado como chatarra.

## Hundimiento

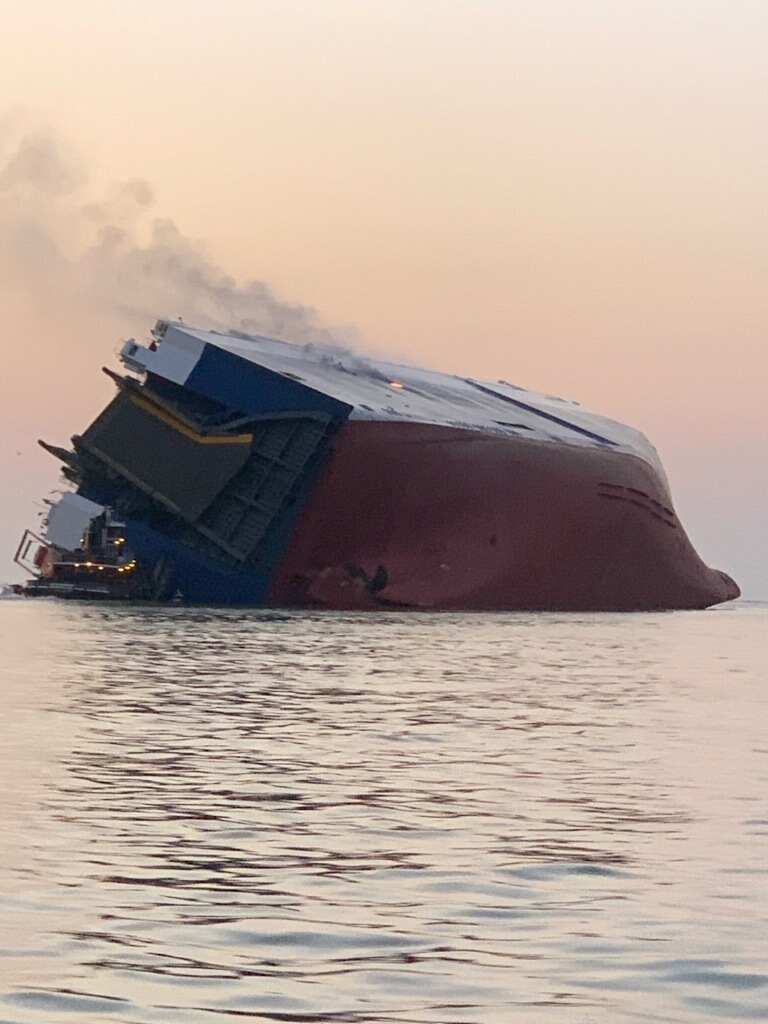
El buque volcado el 8 de septiembre de 2019.

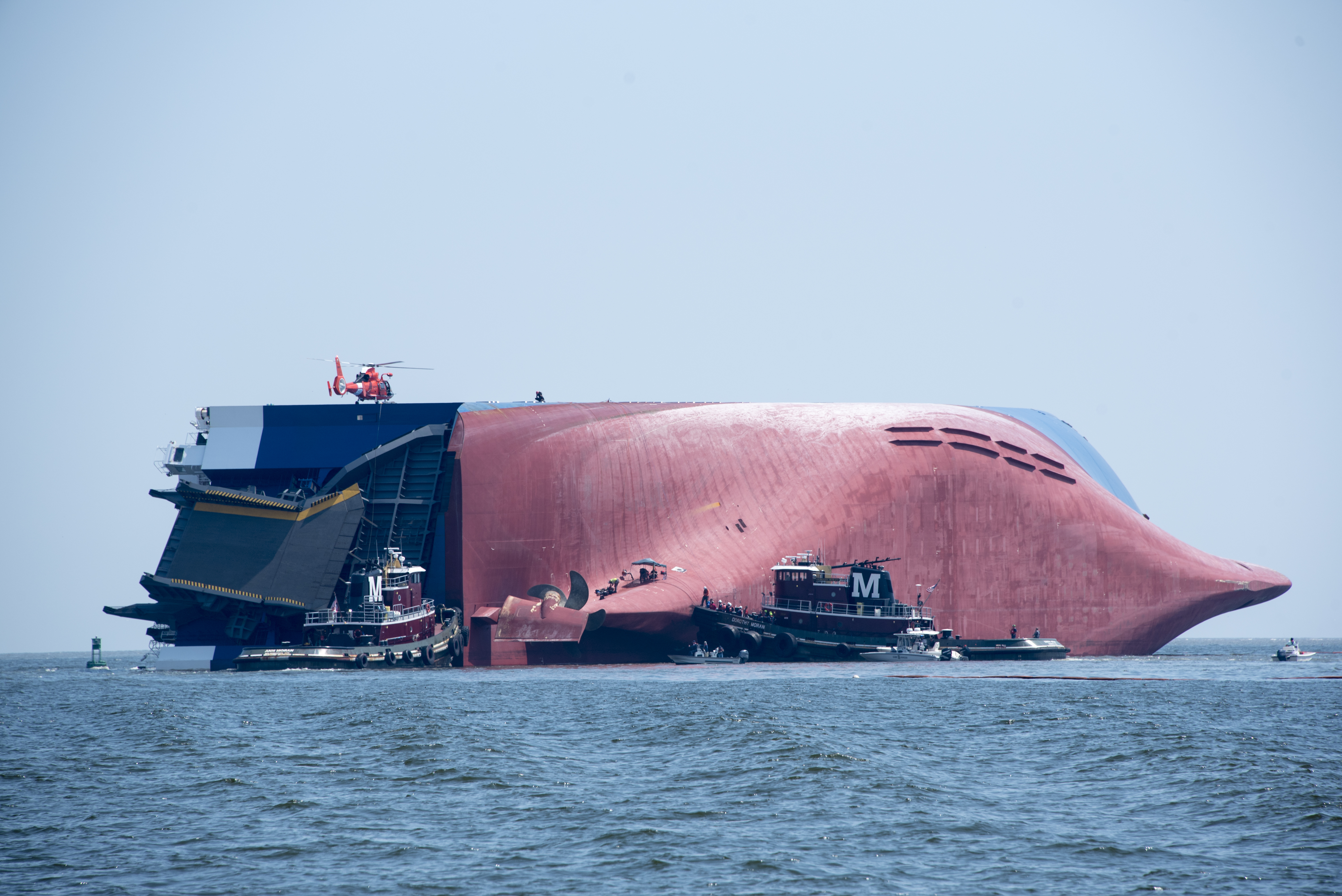
El MV Golden Ray fue fotografiado volcado el 9 de septiembre de 2019

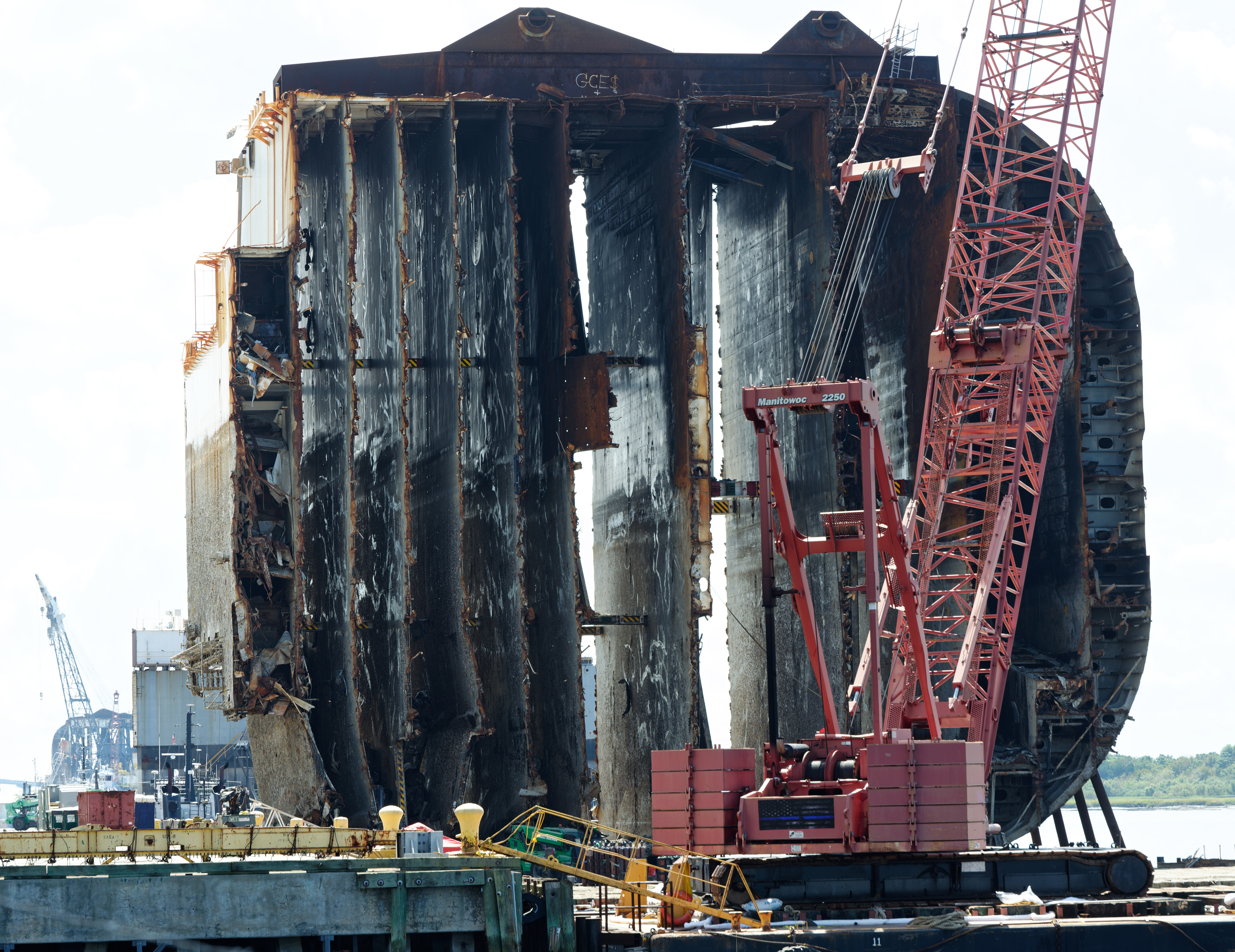
Una sección del barco tras ser flotado, octubre de 2021

El 8 de septiembre de 2019, aproximadamente a la 01:37 EDT, el Golden Ray zozobró en el puerto de Brunswick, poco después de desatracar y dirigirse hacia el puerto de Baltimore. Después de que la carga se cargó en el muelle de Brunswick, el primer oficial transfirió 8 t (7,9 toneladas largas; 8,8 toneladas cortas) de agua del tanque de lastre de agua de babor n.° 5 en el doble fondo del barco al tanque de lastre de agua de estribor n.° 5, corrigiendo la escora de 0,42° a babor a 0,03° a estribor.
En ese momento, el Golden Ray desplazaba 34 609 t (34 062 toneladas largas; 38 150 toneladas cortas), con calados de 30,8 y 31,2 pies (9,4 y 9,5 m) hacia adelante y hacia atrás, respectivamente. El buque partió del muelle aproximadamente a las 00:54 EDT y ejecutó dos virajes a babor a las 01:22 EDT y 01:29 EDT, viajando a aproximadamente 12 nudos (22 km/h; 14 mph). A la 01:35 EDT, el práctico marítimo proporcionado por el estado ordenó un viraje a estribor; el práctico notó que el buque "se sentía direccionalmente inestable... cuando comencé el viraje, quería seguir girando" y ordenó que el timón volviera al centro a la 01:37 EDT. 
Sin embargo, el buque comenzó a escorar a babor rápidamente. Para contrarrestar esto, el timón se giró a babor, pero el buque continuó girando a estribor y escorando. La escora alcanzó los 60° en un minuto  mientras se emitían las órdenes del propulsor de proa y del motor inverso para contrarrestar la escora. A las 01:40 EDT, el buque encalló.  El capitán del buque había ordenado previamente que se abriera la puerta del piloto de babor en la cubierta 5 a las 01:08 EDT, para preparar la salida del piloto.  El agua comenzó a entrar en el buque a través de la puerta del piloto abierta, inundando las salas de máquinas y de gobierno; cuando los remolcadores empujaron al buque fuera del canal profundo, quedó encallado sobre su costado de babor.
Los restos del barco fueron reflotados en 2021 y enviados al desguace.